# Fareco
Fareco est une société créée par le groupe Fayat, spécialisée dans les équipements et prestations de la route urbaine et périurbaine.

## Histoire
André Garbarini, ingénieur de l'école supérieure d'électricité, crée en 1921 un atelier de fabrication de radiateurs paraboliques à gaz et des réfrigérateurs pour bateaux. Il élabore un projecteur à arc pour sous-marins qui lui vaut à la signature du livre d'or par l'amirauté britannique, puis en 1929, il crée le premier clignoteur électrique pour les chemins de fer et les services de villes,. En 1935, il conçoit et met en place le premier contrôleur de carrefours à feux, et l'entreprise se consacre alors uniquement aux activités de signalisation lumineuse urbaine et routière.
Au début des années 1950, l'entreprise profite du développement de la signalisation routière pour commercialiser sa première gamme de feux routiers.
André Garbarini décède en 1958, et la direction de l'entreprise Garbarini est reprise par sa femme puis par sa fille. Les gammes de produits se développent avec entre autres l'apparition de bornes lumineuses puis dans les années 1980 l'entreprise dépose le brevet des premiers feux à LEDs.
En 1996, Garbarini est placé en redressement judiciaire et est sauvée par le rachat par le groupe Fayat et rejoint sa division Électricité Électronique et Informatique (EEI) et se accolé le nom Fareco (pour « FAyat REgulation COntrôle ») pour devenir Garbarini Fareco.
En 2005, l'entreprise ESR est placée en liquidation judiciaire et son stock est racheté par Garbarini Fareco qui reprend et adapte une de ses gammes de feux routiers,.
En décembre 2007, Fareco rachète SIAT et se diversifie dans le recueil de données routières.
En 2012, le nom Garbarini est abandonné lors de la réorganisation de l'image de marque de Fareco. Il en est de même pour SIAT, Gatsometer, CR2M et Integral.
En 2013, les forces de l'ordre françaises s'équipent de radars mobiles embarqués, une nouvelle génération de radars directement embarqués dans les véhicules des forces de l'ordre, et Fareco est la première entreprise à équiper les Renault Mégane des agents de la route.
Depuis 2014, Fareco se tourne vers le marché des « villes intelligentes ».
En juillet 2016, Fareco rachète MultiToll, fournisseur de système de péage autoroutier. 
En 2018, Fareco lance son Unité de Bord de Route Nexo permettant la communication V2X sécurisées entre les véhicules connectés ou autonomes et les infrastructures intelligentes. Cela permet à Fareco de devenir l'un des acteurs majeurs du secteur des C-ITS.

## Activités
Fareco propose des prestations et des gammes de produits dans plusieurs secteurs d'activité, regroupés depuis 2012 sous le seul nom Fareco :
- La signalisation lumineuse tricolore (SLT), avec ses gammes de feux de circulation fabriqués en France et leur contrôleur de feux.
- Le recueil de données trafic (RDT), avec différents systèmes de détection tels que les stations de comptages, les capteurs magnétomètres et les PC de supervision.
- Des prestations de gestion intelligente de stationnement en voirie.
- Les systèmes de péages, notamment avec des péages "Stop and Go", des péages en flux libre "Free Flow" et des équipements tels que des bornes de paiement et des systèmes de classification automatique des véhicules.
- La communication V2X, avec le lancement d'unités de bord de route permettant la communication sécurisée entre l’infrastructure intelligente et les véhicules connectés ou autonomes.

## Réalisations
- Mise en service de l'Unité de Bord de Route Nexo à Lyon, sur le parcours de la navette autonome reliant la station de tramway T3 et le Parc OL[6].
- Contrôle d'accès Autoroute A29 (France) pour la direction nord
- Contrôleur de priorité tramway - TMS Paris
- Feux de signalisations - Avenue de France - Paris
- Feux de navigation fluviale sur le canal Saint-Martin
- PC de supervision pour la ville de Nantes (PC ICITY)
- Feux de signalisations - Avenue des Champs-Élysées - Paris
- Bornes Galaxie - Paris
- Radars de franchissement de feu - Lille
- Système de recueil des comptages d’aire PL - A7, autoroutes A8, A9, A10, A63
- Radar feu rouge et contrôleur de vitesse (modèle GTC GS11) - Brunoy[7]
- 12 radars feu rouge (modèle GTC GS 11) dans l'Oise[8]
- Principaux péages mis en service : Marché d'intérêt national de Rungis, Alis (entreprise), Autoroutes Esterel-Côte d'Azur, Tunnel du Port de Dublin, Ascendi au Portugal, Péage de la M6 (en) près de Birmingham.